# Floverich
Floverich ist ein nördlicher Stadtteil von Baesweiler in der Städteregion Aachen. Von 1961 bis 1971 lautete die Postleitzahl „5111 Floverich / über Alsdorf (Kr Aachen)“.
Da der Ort recht klein ist, sind viele Einrichtungen, die zu einem Dorf gehören, im ca. 500 m entfernten Loverich zu finden. So zum Beispiel die Grundschule, der Kindergarten, die katholische Pfarrkirche, ein Fußballplatz und das Feuerwehrhaus der Freiwilligen Feuerwehr.
In Floverich selbst gibt es lediglich ein Bürgerhaus, das gleichzeitig Vereinsheim des örtlichen Schützenvereins ist und eine Gastwirtschaft. Letztere ist allerdings seit Oktober 2016 bis heute (Apr. 2020) dauerhaft geschlossen.

## Verkehr
Die nächste Autobahnanschlussstelle ist Aldenhoven an der A 44 sowie Weisweiler (ab Dezember 2006 Eschweiler-Ost) an der A 4.
Die nächsten DB-Bahnhöfe sind „Übach-Palenberg“ und „Geilenkirchen“ an der Strecke Aachen–Mönchengladbach sowie „Eschweiler Hbf“ an der Strecke Aachen–Köln. Der nächste Euregiobahn-Haltepunkt ist „Alsdorf-Annapark“.
Die AVV-Buslinie 432 der WestVerkehr verbindet Floverich mit Loverich, Puffendorf, Setterich, Baesweiler-Mitte und Geilenkirchen. Darüber hinaus enden hier die Nachtfahrten der Linie 51 der ASEAG.
| Linie | Verlauf |
| ----- | --- |
| 432   | Geilenkirchen Bf – Prummern – Immendorf – (Apweiler –) Floverich – Loverich – Puffendorf – Setterich – Baesweiler |